# Rauðseyjar
Rauðseyjar är öar i republiken Island.   De ligger i regionen Västlandet, i den västra delen av landet, 140 km norr om huvudstaden Reykjavík.
Terrängen på Rauðseyjar är platt. Öns högsta punkt är 15 meter över havet.